# Synistovalgus luluensis
Synistovalgus luluensis är en skalbaggsart som beskrevs av Louis Burgeon 1934. Synistovalgus luluensis ingår i släktet Synistovalgus och familjen Cetoniidae. Inga underarter finns listade i Catalogue of Life.